# Joachim Dvořák
Joachim Dvořák (* 7. září 1966, Praha) je český nakladatel, redaktor a rozhlasový moderátor. Je zakladatelem nakladatelství Labyrint a časopisu Raketa určeného pro děti. Pětadvacet let byl šéfredaktorem kulturního časopisu Labyrint revue a působí také jako editor a příležitostný překladatel ze slovenštiny. V Českém rozhlase uvádí pořad Noční Mikrofórum. Dlouhodobě podporuje neziskové projekty a začínající tvůrce.

## Život
Vystudoval speciální pedagogiku a žurnalistiku na Karlově univerzitě v Praze. V roce 1990 založil kulturní časopis Labyrint revue, který se následně stal základnou jeho stejnojmenného nakladatelství. Jako majitel nakladatelství Labyrint musel nejprve projít počátečním obdobím ekonomických potížích. Posléze se však začaly dostavovat úspěchy. Vydal díla německy píšící autorky Lenky Reinerové, spisovatele a výtvarníka Petra Síse nebo Jaroslava Rudiše. Stál u zrodu komiksové trilogie Alois Nebel či mezinárodního festivalu KomiksFEST!. Tituly z jeho nakladatelství pravidelně získávají prestižní knižní ceny. Mezi jeho nejvýraznější projekty patří kulturní časopis Labyrint revue, časopis Raketa a magazín Magnus.
Je známý tím, že ekonomický zisk nepovažuje za jediný, nebo za hlavní smysl podnikání. Vydávání a tisk časopisu Raketa dlouhodobě sponzoruje. Jako senior editor se od roku 2011 podílí na magazínu Magnus, který sponzoruje J&T Banka. Hlavním posláním magazínu je kultivovat myšlenku noblesse oblige, že bohatství a postavení zavazují ke konání dobra a že svoboda je především věcí individuální zodpovědnosti.
V roce 2021 vydal Knihu na výlety, ilustrované reportáže, jak se svou dcerou cestoval po městech celé Evropy. 